# إبراهيم آباد عليا وسفلى (مقاطعة ديواندرة)
إبراهيم‌آباد عليا وسفلى (بالفارسية: ابراهیم‌آباد علیا و سفلی) هي قرية تقع في قسم كولة الريفي (مقاطعة ديواندرة) في إيران. يقدر عدد سكانها بـ 82 نسمة بحسب إحصاء 2016.